# 河越重時
河越 重時（かわごえ しげとき）は、鎌倉時代前期の武蔵国入間郡河越館の武将。鎌倉幕府御家人。河越重頼の次男。姉に源義経の正室・郷御前がいる。

## 生涯
文治元年（1185年）11月、父・重頼と兄・重房は源義経の謀反に連座し、源頼朝の命によって誅殺された。その際に没収された河越氏の所領は重頼の妻（河越尼）に安堵され、その後重時に継承されている。重頼誅殺後、重時ら河越一族は鎌倉幕府の記録『吾妻鏡』から姿を消すが、元久2年（1205年）6月22日、畠山重忠の乱において弟・重員と共に北条義時率いる重忠討伐軍に加わっている記録が初見となる。
建保4年（1216年）7月、第3代将軍・源実朝の随兵として行事に参列、建保7年（1219年）1月に実朝が暗殺された右大臣拝賀の式にも随兵として加わっていた。同年7月に次期将軍として迎えられた藤原頼経の鎌倉下向の列に随兵として従う。安貞2年（1228年）7月、頼経の三浦義村別邸遊覧に随行している記録が最後である。
義経謀反の連座で河越氏から剥奪されていた武蔵国留守所総検校職は、嘉禄2年（1226年）4月に弟の重員が任じられた。武蔵守を兼ねる執権・北条泰時は、すでに実権は伴っていなかったものの、かつて軍事指揮権が付随していた総検校職を伝統的在庁有力者である河越氏に再任する事で協調し、武蔵武士団の再編成と支配に臨もうとしたと考えられる。同時に、本来秩父氏および河越氏の家督であった総検校職を、当主の重時ではなく弟の重員に与える事で、勢力の分断を計っている。
家督は子の泰重が継ぎ、重時の家系が河越氏の嫡流として代々北条得宗家から偏諱を受けている。